# Arrondissement Morlaix
Morlaix is een arrondissement van het Franse departement Finistère in de regio Bretagne. De onderprefectuur is Morlaix.

## Kantons
Het arrondissement was tot 2014 samengesteld uit de volgende kantons:
- Kanton Landivisiau
- Kanton Lanmeur
- Kanton Morlaix
- Kanton Plouescat
- Kanton Plouigneau
- Kanton Plouzévédé
- Kanton Saint-Pol-de-Léon
- Kanton Saint-Thégonnec
- Kanton Sizun
- Kanton Taulé

Na de herindeling van de kantons door het decreet van 13 februari 2014, met uitwerking op 22 maart 2015, omvat het volgende kantons:
- Kanton Landivisiau (deel: 18/19)
- Kanton Morlaix
- Kanton Plouigneau
- Kanton Saint-Pol-de-Léon